# Горовой, Евмен Михайлович
Евмен Михайлович Горовой (20 августа 1905, Саранчино, Орловская губерния — 6 июля 1997, Сосновское, Омская область) — старшина роты 1088-го стрелкового полка 323-я стрелковая дивизия, 3-я армия, 2-й Белорусский фронт, старшина, участник Великой Отечественной войны, кавалер ордена Славы трёх степеней.

## Биография
Родился 20 августа 1905 года в селе Саранчино (ныне — Севского района Брянской области) в семье крестьянина. Русский. В 1909 году с родителями переехал в Сибирь, в село Воронково ныне Таврического района Омской области. Здесь окончил 7 классов.
В числе первых он вместе с родителями вступает в колхоз «Заря», где трудился рядовым колхозником. В 1928—1929 годах проходил срочную службу в Красной армии, окончил полковую школу. Вернувшись домой продолжал трудиться в колхозе рядовым колхозником, а затем — бригадиром. В 1931 году был избран председателем колхоза «Заря», окончил курсы по подготовке председателей колхозов.

### в Великую Отечественную войну
В августе 1941 года был вновь призван в армию Азовским райвоенкоматом. С декабря 1941 года в действующей армии. Воевал в пехоте, на Калининском, Брянском, 1-м Прибалтийском и 1-м Белорусском фронтах. К началу 1943 года имел уже два ранения, воевал старшиной стрелковой роты 1088-го стрелкового полка 323-й стрелковой дивизии. Награждён медалью «За отвагу». В 1942 году вступил в ВКП(б)/КПСС, исполнял обязанности парторга роты.
Летом 1944 года 323-я стрелковая дивизия участвовала в Белорусской наступательной операции, в освобождении городов Гомель Жлобин, Рогачёв, Бобруйск, Минск и других. 1088-му стрелковому полку, в котором воевал старшина Горовой, 9 августа 1944 года приказом Верховного Главнокомандующего присвоено почётное наименование «Белостокский». В этих боях на пути к городу Белосток, при форсировании рек Неман, Друть, Свислочь особо отличился старшина Горовой.
С первых дней наступления, при форсировании реки Друть в районе Большие Коноплицы (Рогачёвский район Гомельской области) и в дальнейших боях старшина Горовой, работая парторгом роты, находился в передовых подразделениях. Работая старшиной роты, полностью и в срок обеспечивал роту боеприпасами и горячей пищей. Не раз лично отличился в боях.

### Подвиг
11 июля 1944 года в боях у деревни Мельковичи (юго-восточнее города Гродно, Белоруссия) старшина Горовой, после ранения командира роты, принял командование подразделением и обеспечил выполнение боевой задачи. В рукопашной схватке лично уничтожил 4 гитлеровцев. 21 июля представлен к награждению орденом Отечественной войны 2-й степени.
21 июля 1944 года в наступлении на участке шоссейной дороги Гродно — Белосток восточнее города Белосток (ныне Польша) в районе населённых пунктов Гжибовщизна и Плебаново (Подляшское воеводство, Польша) старшина Горовой личным примером увлёк воинов в атаку. После ранения не покинул поле боя, оставался в боевом строю до окончания выполнения боевой задачи. 2 августа был представлен к награждению орденом Славы 3-й степени.
После освобождения города Белосток дивизия была переведена на другой участок фронта и с начала августа вела бои западнее города Белосток.
8 августа 1944 года на западном берегу реки Нарев в бою за населённый пункт Старая Лупянка (Подляшское воеводство, Польша) старшина Горовой под огнём противника вынес с передовой тяжелораненого командира роты, оказал ему первую помощь. 19 августа был представлен к награждению орденом Славы 3-й степени.
Приказами по войскам 35-го стрелкового корпуса от 17 августа 1944 года (№ 86/н, за бой 11 июля), по частям 323-й стрелковой дивизии от 20 августа 1944 года (№ 92/н, за бои 21 июля) и от 9 сентября 1944 года (№ 100/н, за бой 8 августа) старшина Горовой Евмен Михайлович награждён тремя орденами Славы 3-й степени. Вручён был только один из орденов.

### После войны
В августе 1945 года старшина Горовой был демобилизован. Вернулся домой в деревню Воронково. Работал военруком в школе, учётчиком в совхозе, заведующим пунктом «Заготзерно». Только через несколько лет после войны была исправлена ошибка с фронтовыми награждениями. В 1955 году ему был вручён орден Славы 2-й степени, а ещё через 14 лет — 1-й степени.
Указами Президиума Верховного Совета СССР от 19 августа 1955 года и 22 апреля 1969 года приказы от 9 сентября 1944 года и от 20 августа 1944 года соответственно были отменены и Горовой Евмен Михайлович награждён орденами Славы 2-й и 1-й степеней соответственно. Стал полным кавалером ордена Славы.
В 1969 году вышел на заслуженный отдых. Последние годы жил в селе Сосновское в Таврическом районе Омской области.
Скончался 6 июля 1997 года. Похоронен на кладбище села Сосновское в Таврическом районе.

## Награды
- Орден Отечественной войны I степени (6.04.1985)[3]
- Орден Славы 1-й (22.04.1969)[2][4], 2-й (19.08.1955)[2][5] и 3-й (17.08.1944)[2][6] степеней
- медали:
  - «За отвагу» (16.02.1943)[7]
  - «В ознаменование 100-летия со дня рождения Владимира Ильича Ленина» (6 апреля 1970)
  - «За победу над Германией» (9 мая 1945[8][9])
  - «20 лет Победы в Великой Отечественной войне 1941—1945 гг.» (7 мая 1965[10])
  - «30 лет Победы в Великой Отечественной войне 1941—1945 гг.»[11]
  - «40 лет Победы в Великой Отечественной войне 1941—1945 гг.»[12]
  - «50 лет Победы в Великой Отечественной войне 1941—1945 гг.»[13]
  - «Ветеран труда»
  - «50 лет Вооружённых Сил СССР» (26 декабря 1967[14])
  - «60 лет Вооружённых Сил СССР» (28 января 1978[15])
- Знак «25 лет победы в Великой Отечественной войне» (1970)
- медаль ПНР.

## Память
- На могиле героя установлен надгробный памятник.
- В мае 2017 года на здании школы села Сосновское, где в последние годы жил ветеран, установлена мемориальная доска.